# 독일 포도주

독일 포도주의 원산지

독일 포도주에 대해 설명한다.

## 독일 와인의 역사
독일에서 기원전에 켈트족이 와인을 생산한 것으로 추정되는데, 본격적인 와인생산은 기원후 약 1세기경부터 로마인들이 시작하였다. 초기에는 라인강과 모젤강이 와인수송로로 이용되었다. 8세기에 칼 대제가 와인산업을 적극 장려하였고, 수도원의 체계적인 와인산업 장려를 통해 30년 전쟁이 일어나기 전까지 포도밭 면적은 지금 면적의 3배인 30만 헥타르에 한때 달하기도 하였다. 특히 수도사들은 특급밭과 적합한 품종 선별 및 도서시스템을 통한 기록을 통해서 와인산업을 주도하였다. 독일의 와인산업은 30년 전쟁과 팔쯔의 유산상속전쟁으로 대대적인 변화를 겪었다. 막대한 전쟁 피해와 계속되는 흉작, 관세장벽 등으로 독일 대부분의 와인생산지역이 역사의 뒤안길로 사라졌다가, 18세기에 점차 경제적인 안정을 찾으면서 지금의 남서부에 와인생산지역이 정착되기 시작하였다. 이 시기에 와인품질에 대한 인식이 형성되었고, 고급 품종 선호, 생산자협회 구성, 아카데미 등장 등으로 와인산업이 체계적으로 발전하게 되었다. 당시 등급체계 정립 시도와 특급밭 지도 제작도 이러한 맥락에서 이해될 수 있다.
그리고 나폴레옹이 등장하면서 시민계급이 와인산업의 새로운 주역으로 등장하게 되었다. 그 결과 1900년경 독일와인은 세계시장에서 가장 비싼 와인으로 인정받게 되었다. 그러나 19세기 말 필록세라 등의 병충해로 와인생산지역은 큰 피해를 입었고, 양차 세계대전으로 1950년에는 와인생산지의 면적이 현재의 절반 가량까지 줄어들었다. 하지만 전후 경제기적과 기계화 및 비료 등은 와인생산자들에게 새로운 가능성을 열어주었다. 그러나 높은 수확량을 보장하는 개량품종과 경작지의 무분별한 확대, 1971년 와인법 개정으로 포도의 당도라는 일차원적인 등급기준 선정과 특급 밭의 무분별한 확장으로 1980년대 중반에 독일와인은 역사상 최악의 이미지를 갖게 되었다. 이러한 총체적인 난국을 타파하기 위해 와인산업은 1980년대 중후반부터 대량생산의 흐름에서 벗어나서 이전의 고급품질로 돌아가려고 힘쓰기 시작하였다. 고급 품종 선호, 수확량 감소가 우수한 빈티지와 기술적인 노하우와 어우러지면서 와인업계는 더 이상 빈티지에 구속되지 않고 양질의 와인을 생산하게 되었다. 또한 와인업계는 과거 독일와인의 풍부한 맛을 되찾으면서 지역별 와인특성을 되살리는데 매진하고 있다.

## 독일 와인 특징

### 화이트 와인
독일 와인의 생산량은 전 세계로 볼 때 약3% 에 불과하지만, 지명도 면에서는 프랑스에 버금가는 와인 생산국이라 할 수 있다. 북쪽지방의 추운 기후에서 재배되는 포도 품종은 산미가 강하기 때문에 이 특징을 십분 활용, 독특한 제법을 사용하여 드라이한 맛부터 스위트 한 맛까지 여러 가지 타입의 고급 화이트와인을 생산하고 있다. 1980년대까지 독일에서 생산되는 와인의 약 90%가 화이트와인이었으나 프렌치 패러독스 이후 레드 와인이 선호되면서 생산비율이 증가하여 현재 약 30% 정도가 레드 와인이다. 세계적으로 본다면 백포도주와 적포도주용의 재배 지역의 비율은 독일의 경우와 반대가 된다. 포도주 생산 지역 13개중 11개소는 독일의 동서부에 모여 있고 나머지 2개소는 구동독에 있다. 위도는 북위 50도로 일본의 북해도의 가라후도 지방과 거의 같다. 포도밭은 남향 급경사면에 만들어져 있다. 계곡과 강줄기가 내려다보이는 지역에 2~3군데 있지만 대부분 강 주변에 있다. 또한 강의 물이 근처의 기후를 온화하게 만들고 있다. 즉, 열의 반사로 주야간의 안정된 온도를 유지하게 하는 역할을 한다. 가을에는 수면으로부터 일어나는 노을이나 안개가 겨울이 닥쳐오는 예고로 최초의 한파로부터 포도를 보호해 준다. 이와 같은 일반적 기상에다가 여기저기 있는 포도밭들의 미기후 특유의 기상조건을 고려하지 않으면 안 된다.
또한 북쪽으로 치우친 독일의 위치는 온화한 기후를 가지며 포도들은 남쪽 지역에서 보다 긴 성숙 기간을 갖는다. 이것이 다른 곳에서는 수확이 끝난 지 오랜 후인 10월과 11월에 독일에서는 포도 수확을 하는 이유이다. 포도는 나무에 더 오래 머물수록 더욱 성숙한다. 그것은 더 많은 향취와 더 많은 맛을 의미한다. 이렇듯 느린 성숙기는 포도가 산미를 유지하는 것을 가능하게 하고 이로 인해 독일 포도주는 자극적이고 신선한 상쾌함을 준다. 독일 포도주들은 대체로 천연적인 특성이 있는 산미와 상쾌한 맛 때문에 지방, 단백질, 강한 맛 등을 조화시키는 효과가 있다. 알코올 도수도 평균 7.5%~ 10%로 다른 나라의 와인보다 알코올 도수가 낮은 것이 특징이다. 독일은 포도의 당도는 다른 지역에 비해 낮지만 여러 다른 기술로 이러한 문제를 극복했다. ‘쥐스레제르베(Sussreserve)’라는 병입 직전의 와인에 발효 전의 포도과즙을 첨가하는 방법을 사용하여 신맛과 단맛의 조화가 있는 화이트 와인을 생산한다. 이외에도 발효가 80% 정도 진행될 때 뜨거운 물로 통을 씻거나 효모를 죽임으로써 당분이 남아있게 하기도 한다. 한편 여러 포도품종을 혼합하지 않고 한 품종의 고유한 맛을 내는 것도 특징이다.

### 아이스와인(Eiswein)
아이스와인(Eiswein) 은 독일의 여러 와인 중 인기 있는 대표적인 와인으로 18c 독일에서 처음 만들어지기 시작했다. 아이스와인이 다른 와인에 비해 특별한 이유는 포도밭에서 얼은 상태의 포도를 그대로 수확하여 만들어 당도가 매우 높기 때문이다. 얼은 포도는 당분은 얼지 않고 물만 얼은 상태이기 때문에 얼음을 녹이지 않고 과즙만 잘 짜내면 보통의 와인의 과즙보다 당도 높은 과즙이 만들어질 수 있다. 아이스와인을 만드는 포도는 얼은 상태로 재배해야 하기 때문에 기온이 최소 3시간이상 영하 7도 이하로 떨어져야 수확이 가능하다. 아이스와인을 마시기 좋은 온도는 8도에서 12도로 달콤한 맛 때문에 주로 식사 자리보다는 후식자리에 디저트와 함께 먹는 것으로 알려져 있다. 대표적인 아이스 와인으로는 라인헤쎈(Rheinhessen)주의 닥터젠젠(Dr. zenzen)과 캔더만 (kendermann)이 잘 알려져 있다.

### 리프 프라우엔 밀히 (Liebfraumilch or Liebrau(e)nmilch)
리프 프라우엔 밀히 (Liebfraumilch or Liebrau(e)nmilch)는 독일에 유명한 화이트 와인으로 주로 수출품으로 잘 알려져 있다. 라인헤센(Rheinhessen)이라는 독일 최대의 와인 생산지역에서 처음으로 재배가 되었으며 지금은 Palatinate, Rheingau 그리고 Nahe 지방에서도 재배가 되고있다. 이 와인의 이름의 문자 그대로의 뜻은 사랑 받는 여인의 젖이라는 뜻으로 처음으로 생산된 라인헤센 지역의 Church of Our Lady의 과수원에서 그 이름이 유래하고 있다고 볼 수 있다. 독일 와인평가 기준에 의하면 4단계 중에 3단계에 속할 만큼 낮은 품질에 속하지만 많이 재배 되고 인기 있으며 해외로도 크게 수출되고 있다.

## 독일 와인 등급
독일 와인의 등급은 크게 두 가지로 나뉜다. 발효 시작 전 샤프탈리제이시옹(설탕첨가)이 허용되는 등급과 그렇지 않은 등급이다. 샤프탈리제이시옹이 허용되는 와인은 Tafelwein과 QbA이다. 샤프탈리제이시옹이 허용되지 않는 와인은 Praedikatswein으로 불린다.

### Tafelwein
독일 와인 등급중에서 가장 낮은 등급이며, 당도는 보통 44~50 왹슬레(Oechsle)로 규정한다. 일반적으로 이 라벨에는 포도 품종이 적혀지지 않는다.

### Qualitaetswein bestimmter Anbaugebiete
QbA로 줄여서 쓴다. 리프프라우엔밀히가 이 등급에 속한다. 상급에 속하는 와인 등급이다. '특정 생산지역의 품질와인'이라는 뜻으로 독일의 약 13개 지역만이 이 등급을 쓸 수 있게 허가받았다.

### Kabinett
카비네트 와인. 독일 수도사들이 품질이 좋은 포도주를 벽장(캐비넷, 독일어로 Kabinett)에 숨겨두고 먹었다는데서 유래하였다. 9~10월에 수확한 잘 익은 포도로 만들며 당도는 67~82 Oechsle정도.

### Spatlese
스페틀레제. 11월에 수확한 포도로 만들며(일반적 포도 수확시기보다 늦다) 당도는 76~90 Oechsle.

### Auslese
아우스레제. 완숙 포도송이만 선별하여 만든 와인으로, 83~100 Oechsle의 당도를 가진다. 이 등급부터 디저트와인으로 분류할 수 있으며, 귀부포도(보트리티스 시네레아라는 이끼가 껍질에 붙어 수분을 빨아먹은 포도)를 사용하기도 한다.

### Beerenauslese, BA
베렌아우스레제. 아우스레제 와인을 만들기 위한 포도에서 특별히 좋은 알맹이를 선별하여 만든 와인. 매년 만들어지지는 않는 등급이며, 당도는 110~128 Oechsle.

### Trockenbeerenauslese, TBA
트로켄베렌아우스레제. 세계 3대 스위트 와인에 포함된다. 수확시기를 지나 쪼글쪼글해진 포도 알맹이만을 선별하여 빚는데, 이 때문에 당분이 매우 높고(150~154 Oechsle) 생산량이 적다. 귀부포도를 사용하여 귀부와인이라고도 부른다.

## 같이 보기
- 독일 요리
- 포도주 양조